# Camchaya
Camchaya é um género botânico pertencente à família Asteraceae.